# Siguga
Siguga is een bestuurslaag in het regentschap Padang Lawas Utara van de provincie Noord-Sumatra, Indonesië. Siguga telt 112 inwoners (volkstelling 2010).